# Ткачёв, Михаил Александрович
Михаи́л Алекса́ндрович Ткачёв (бел. Міхаіл Аляксандравіч Ткачоў, Міхась Ткачоў; 10 марта 1942, Мстиславль, Могилёвская область — 31 октября 1992, Минск) — советский и белорусский историк, археолог, краевед, геральдист, общественный деятель. Доктор исторических наук, профессор. Преподаватель Гродненского государственного университета. Основной круг научных интересов — оборонное зодчество, материальная культура и архитектура городов Белоруссии XI—XVIII веков.

## Биография
Родился в Мстиславле в семье учителей Александра (бел. Алеся) Григорьевича и Доминики Семёновны. В тот же год отец погиб на фронте под Ленинградом, так и не узнав о рождении сына. После войны воспитывать ребёнка стал отчим.
Начальное образование получил в Мстиславле в русскоязычной семилетней школе № 3. В 1959 году поступил на исторический факультет БГУ. Как раз в то время начался очередной эксперимент Министерства образования — школьники, не имевшие двухлетнего стажа работы, на первом курсе обязаны учиться заочно. Чтобы «набрать» недостающие 10 месяцев (14 месяцев стажа набрал во время летних каникул, ежегодно, начиная с шестого класса, работая на цементном заводе), был вынужден уехать в Мстиславль, весь первый курс работая в колхозе имени Ворошилова.
Был учеником белорусского медиевиста Лаврентия Абецедарского. В студенческие годы заинтересовался Средневековьем и белорусской культурой. Сам Ткачёв по этому поводу писал:

В душе моей произошёл коренной перелом: я осознал, что живу на этой земле не каким-то так безродным человеком, а белорусом, что у меня есть культура, есть история, которую, к сожалению, мы очень плохо знаем.Оригинальный текст (бел.)У душы маёй адбыўся карэнны пералом: я ўсьвядоміў, што жыву на гэтай зямлі ня нейкім там бязродным чалавекам, а беларусам, што ў мяне ёсьць культура, ёсьць гісторыя, якую, на жаль, мы вельмі дрэнна ведаем.

Учась в Минске, смог найти идейных сторонников и сформировать неформальный патриотический кружок. Был знаком со многими видными деятелями национальной культуры — поэтом Станиславом Петровичем Шушкевичем (отцом политика Станислава Шушкевича), Иосифом Францевичем Сушинским (соратником белорусского классика Янки Купалы), историком Николаем Улащиком, который оказал значительное влияние на становление личности.
В 1964 году успешно окончил учёбу в университете, защитив на «отлично» дипломную работу по теме истории родной Мстиславщины. Был распределён в новую школу совхоза «Заречье» в Жодино, где проработал завучем и учителем истории около пяти лет. Женился, у него родился сын. Вступил в КПСС. Вел активный образ жизни: играл за сборные по волейболу и баскетболу, участвовал в художественной самодеятельности — пел, танцевал, играл на гармонике. Между тем, перед молодой семьёй остро стоял квартирный вопрос — три человека ютились в пришкольной сторожке в 11 м².
Испытывая непреодолимую тягу к науке, принял решение продолжить обучение в аспирантуре. Связанные с этим финансовые трудности (потеря хорошей зарплаты завуча, аспирантская зарплата в 100 рублей, необходимость содержать семью) его не остановили. В 1968 году при поддержке Петра Глебки поступил в аспирантуру при Институте истории Академии Наук Белоруссии по специальности археология, так как в аспирантуру своей альма-матер БГУ, по утверждению самого Ткачёва, его «не пустил» его же бывший руководитель Лаврентий Абецедарский.
В 1978 году, когда в Гродно открылся университет, принял предложение занять место преподавателя, так как не имел жилья в Минске. В скором времени стал доцентом, а затем и профессором. В 1983—1985 годах занимал должность заведующего кафедрой.

## Общественно-политическая деятельность
1 марта 1986 года под руководством Михаила Ткачёва в Гродно был создан историко-культурный клуб «Походня», объединивший большое число патриотично настроенных любителей древности. Хотя «Походня» представляла собой просветительскую организацию, на её заседаниях нередки были и политические дискуссии. Название клуба является историзмом и обозначает факел, огонь, который освещает путь. «Походня» также занималась охраной исторических памятников Гродно, над которыми в тот момент висела угроза полного уничтожения.
В 1989 году был вынужден вернуться в Минск, где начал активную политическую деятельность. В 1989 году избирался кандидатом в народные депутаты СССР. Сам Ткачёв вспоминал:

Для меня те выборы стали настоящей школой жизни. Я впервые увидел, что политика и грязь, аморальность идут плечом к плечу. До этого честно верил в идеалы партии, старался поднять её авторитет, думая, что наилучший для этого путь — нормальная старательная работа, личный пример в гражданской жизни. И вот пришло крушение моральных устоев, определённых политических принципов. Понял наконец, что у партаппарата ничего святого нет, для удержания власти он готов на всё.Оригинальный текст (бел.)Для мяне тыя выбары сталіся сапраўднай школай жыцьця. Я ўпершыню ўбачыў, што палітыка і бруд, амаральнасьць ідуць побач. Дагэтуль шчыра верыў у ідэалы партыі, стараўся ўзьняць яе аўтарытэт, думаючы, што найлепшы для гэтага шлях - нармальная старанная праца, асабісты прыклад у грамадзкім жыцьці. І вось прыйшло крушэньне маральных устояў, пэўных палітычных прынцыпаў. Зразумеў нарэшце, што ў партапарата сьвятога няма, дзеля захаваньня ўлады ён гатовы на ўсё.

Ткачёв вышел из КПСС и действовал теперь уже только в русле национально-возрожденческого движения. В 1989 году участвовал в создании «Мартиролога Беларуси» (организации, занимающейся сбором информации о жертвах сталинских репрессий), входил в Оргкомитет Белорусского народного фронта, был заместителем председателя Сейма БНФ.
Ткачёв выступил инициатором возрождения белорусской социал-демократии — с марта 1991 года занимал пост председателя Центральной рады БСДГ.
В одном из своих последних интервью в 1992 году на вопрос «Что Вы считаете сегодня главным в жизни Белоруссии?» ответил:

Считаю наиважнейшим и необходимым каждой партии, каждому человеку стать «государственниками»: всеми силами и совместными стараниями укреплять суверенитет и независимость Родины, создавать цивилизованное, солидарное, демократическое общество.Оригинальный текст (бел.)Лічу найважнейшым і неабходным кожнай партыі, кожнаму чалавеку стаць «дзяржаўнікамі»: усімі сіламі і супольнымі намаганьнямі мацаваць сувэрэнітэт і незалежнасьць Бацькаўшчыны, ствараць цывілізаванае, салідарнае, дэмакратычнае грамадзтва

## Научная деятельность

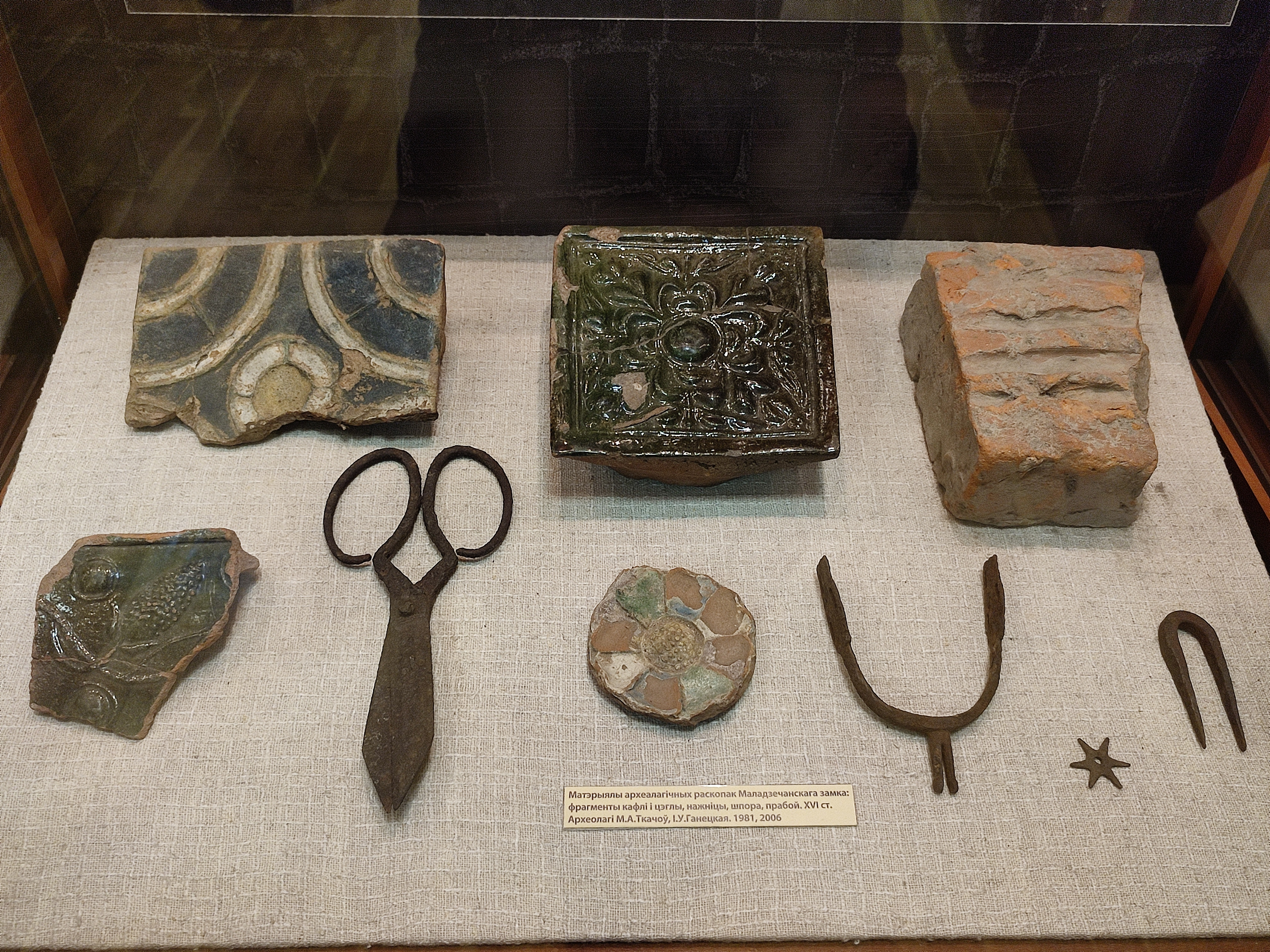
Фрагменты старинных изразцов и кирпича, ножницы, шпора, пробой, XIV век. Археологи М. А. Ткачёв и И. В. Ганецкая, 1981 и 2006 годы. Минский областной краеведческий музей.

После поступления в аспирантуру активно изучал оборонительное зодчество Великого княжества Литовского, совмещая при этом как исторические, так и археологические методы. В 1972 году защитил Кандидатскую диссертацию по теме «Военное зодчество Беларуси XIII—XVIII столетий», для подготовки которой обследовал 13 каменных оборонительных сооружений, в том числе — Каменецкую башню, замки в Лиде, Крево, Гродно, Мире, Геранёнах, Мяделе, Лепеле и Иказни.
На основе кандидатской диссертации были написаны книги: «Абарончыя збудаванні заходніх зямель Беларусі XIII—XVIII стст.» (1978) и «Замки Белоруссии» (1977). В 1987 году защитил докторскую диссертацию по теме «Организация обороны городов Белоруссии в XIV—XVIII вв.». Михаил Чернявский так охарактеризовал своего друга:

Был молодой, сильный. Казалось, не будет сносу. Поэтому много где успевал. С 1969 по 1972 годы им раскапывались замки Новогрудка, Гродно, Лиды, Крева, Мира, Геранён, Мяделя, Лепеля, Иказни, Каменца, укрепления ряда других мест.Оригинальный текст (бел.)Быў малады, дужы. Здавалася, ня будзе зносу. Таму шмат дзе пасьпяваў. З 1969 па 1972 гады ім раскопваліся замкі Наваградка, Горадні, Ліды, Крэва, Міра, Геранён, Мядзела, Лепеля, Іказьні, Камянца, умацаваньні шэрагу іншых мясьцін

Если в первой половине 1970-х занимался в основном раскопками в Западной Белоруссии, то со второй половины — преимущественно в Восточной. Проводил раскопки в Витебске, Могилеве, Мстиславле, Кричеве, Чечерске, Гомеле, Пропойске и других местах.
В 1976-1978 годах экспедиция Института истории АН БССР во главе с Ткачёвым начала археологический исследования культурного слоя XVIII века и вплоть до материка в Верхнем Замке в Витебске. В 1982 году проводил раскопки на территории могилёвского замка.
По возвращении в Минск в 1989 году работал в редакции Белорусской советской энциклопедии: сначала заведующим редакции истории Белоруссии, а с 1992 года — главным редактором «Белорусской энциклопедии» (БелЭН).
Был одним из инициаторов издания «Энциклопедии археологии и нумизматики Белоруссии» и «Энциклопедии истории Белоруссии». В последние годы жизни издал «Замкі і людзі» (1991), «Вялікае мастацтва артылерыі» (1992) и «Старажытны Мсціслаў» (1992) (последние две в соавторстве).
Главное внимание Ткачёва было направлено на изучение богатой военной истории Белоруссии. На основе глубокого анализа исторических, археологических и иконографических источников первый в белорусской историографии проследил генезис, эволюцию и этапы развития замков и оборонительных сооружений населенных пунктов, а также организацию обороны белорусских городов. Итогом этой работы стало издание около 200 научных работ, включая 10 монографий (или разделов в монографиях).
Михаил Ткачёв был пионером «исторической археологии» — направления археологии вплотную занимающееся исследованием Средневековых памятников, что нетипично для «классической» археологии. Благодаря ему стали широко известны имена легендарного рыцаря Давида Городенского, создателя многоступенчатой ракеты Казимира Семяновича, события обороны белорусских городов в XVII веке.
Среди учеников Михаила Ткачёва были такие известные белорусские археологи и историки: Олег Трусов, Александр Кравцевич, Игорь Чернявский, Геннадий Саганович, Андрей Метельский, Леонид Колединский, Татьяна Бубенько, Геннадий Семенчук.
Умер 31 октября 1992 года, похоронен на Московском кладбище в Минске. Смерть Ткачёва стала неожиданностью, так как даже близкие ему люди не знали о продолжительной болезни учёного.